# Ernst Behm
Ernst Behm (født 4. januar 1830 i Gotha, død 15. marts 1884 sammesteds) var en tysk geografisk og statistisk forfatter.
Behm indtrådte i 1856 som medarbejder i Justus Perthes i samtiden berømte geografiske anstalt, hvor han navnlig udfoldede en rig virksomhed i redaktionen af "Petermann’s Mitteilungen". I 1876 overtog han redaktionen af den statistiske del af Gotha-kalenderen, men vedblev dog stadig at være virksom for "Mitteilungen", hvis overledelse han fik 1878 efter August Petermanns død. 
Allerede i 1866 havde han begyndt udgivelsen af "Geographisches Jahrbuch", hvis redaktion han i 1878 afgav til Hermann Wagner. Den befolkningsstatistiske del af dette tidsskrift udskiltes i 1872 og udkom fra den tid under Behms og Wagners redaktion som "Ergänzungshäfte" til "Petermann’s Mitteilungen" under titel af "Die Bevölkerung der Erde".